# 霍爾姆-日爾科夫斯基區
55°30′53″N 33°29′56″E / 55.51472°N 33.49889°E

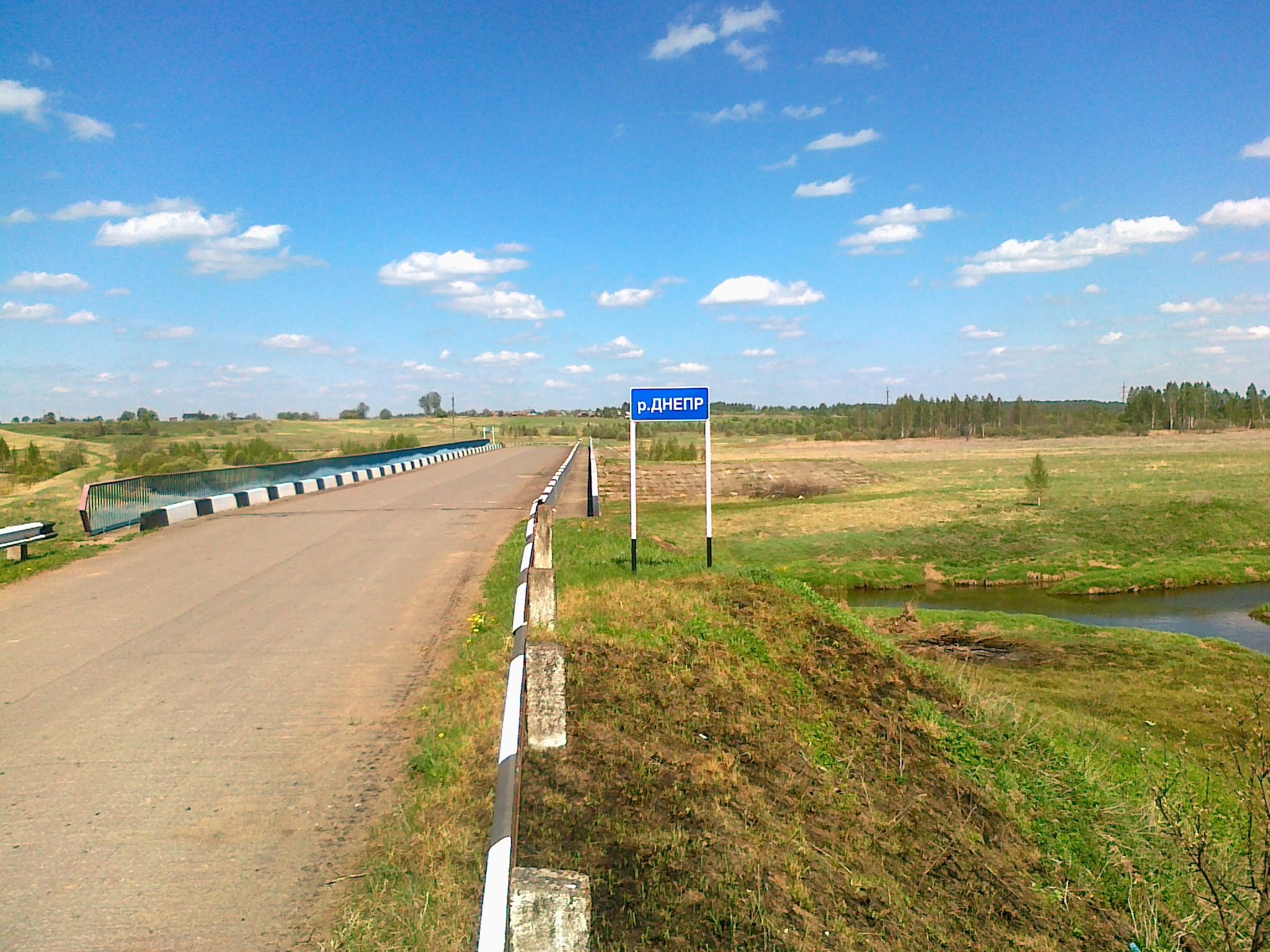

霍爾姆-日爾科夫斯基區（俄语：Холм-Жирковский райо́н）是俄羅斯的一個區，位於該國西部，由斯摩棱斯克州負責管轄，面積2,033.4平方公里，2010年人口10,717，人口密度每平方公里5.27人。